# Jean Dufresne
Jean Dufresne (ur. 14 lutego 1829 w Berlinie, zm. 13 kwietnia 1893 w Berlinie) – niemiecki szachista, autor podręczników szachowych.

## Życiorys
Z wykształcenia prawnik, z zawodu dziennikarz, Dufresne był uczniem najwybitniejszego niemieckiego szachisty XIX wieku, Adolfa Anderssena. Partia pomiędzy nimi, rozegrana w Berlinie w 1852 roku, przeszła do historii szachów pod nazwą wiecznozielonej. Dufresne tę partię przegrał, jednak był na tyle silnym szachistą, by wygrać nieoficjalny mecz ze swoim nauczycielem w 1868 roku. Odnosił również sukcesy w konfrontacji w innymi czołowymi szachistami, między innymi miał dodatni bilans partii z Danielem Harrwitzem.
W Niemczech Dufresne jest znany głównie jako autor książek szachowych, z których kolejne pokolenia korzystają do dzisiaj. W 1881 roku opublikował Kleines Lehrbuch des Schachspiels (Minipodręcznik szachów), wydawany później, po modyfikacjach Jacques’a Miesesa, pod tytułem Lehrbuch des Schachspiels. Książka cieszyła się nadzwyczajną popularnością. W ciągu jedenastu lat wznawiano ją sześciokrotnie, do 2004 roku doczekała się 31 wydań. Podręcznik zawiera opis zasad gry, wybór najważniejszych partii, meczów i turniejów w historii szachów oraz przegląd otwarć i końcówek, ilustrowany skomentowanymi partiami mistrzów. W latach 1881–1887 Dufresne opublikował trzytomową kolekcję łatwych problemów szachowych, również wznawianą wielokrotnie.
Dufresne był autorem trzech powieści, wydanych pod pseudonimem S.E.Freund (będącym anagramem nazwiska), które jednak nie przyniosły autorowi sukcesu. Dotknięty głuchotą, nie mogąc wykonywać swojego zawodu, ostatnie lata życia spędził w nędzy, pomimo znacznego powodzenia swoich podręczników.
Według retrospektywnego systemu Chessmetrics, najwyżej sklasyfikowany był w maju 1855 r., zajmował wówczas 6. miejsce na świecie.